# Alf-Gerd Deckert
Alf-Gerd Deckert (* 4. Juli 1955 in Halle (Saale)) ist ein ehemaliger deutscher Skilangläufer. Er war mehrfacher DDR-Meister und startete als einziger DDR-Langläufer bei den Olympischen Winterspielen 1980 in Lake Placid. Dort war seine beste Platzierung der 9. Rang über 30 km. Außerdem belegte er über 15 km Platz 37 und über 50 km Platz 26. Nach der Olympiade beendete er seine aktive Laufbahn.
Alf-Gerd Deckert ist der ältere Bruder des Skispringers Manfred Deckert. Er war mit der Olympiasiegerin im Schwimmen Petra Thümer verheiratet.